# Agrochola pontica
Agrochola pontica là một loài bướm đêm trong họ Noctuidae.